# Harrisia tortuosa
Harrisia tortuosa és una espècie fanerògama que pertany a la família de les cactàcies.

## Descripció
Harrisia tortuosa té un creixement vertical arbustiu o posterior doblat o postrat, les tiges són de color verd fosc que fan fins a 1 metre de llarg amb un diàmetre de 2 a 4 cm. En general, té set costelles arrodonides. Les arèoles conté d'una a tres espines centrals que són fortes i vermelles i amb l'edat canvien a gairebé negre. Fan de 3 a 4 cm de llarg. Les sis a deu espines radials són de colors brillants i poden arribar a fer una longitud de fins a 2 cm. Les flors poder arribar a fer una longitud de fins a 16 centímetres. Els fruits són esfèrics de color vermell amb espines i poder arribar a fer un diàmetre de 3 a 4 cm.

## Distribució
Harrisia tortuosa és endèmica de l'Uruguai, Paraguai, nord-est de l'Argentina i possiblement Bolívia en altituds baixes. És una espècie rara en la vida silvestre.

## Taxonomia
Harrisia tortuosa va ser descrita per (J.Forbes ex-Otto i A.Dietr.) Britton i Rose i publicat a The Cactaceae; descriptions and illustrations of plants of the cactus family 2: 154–155, t. 21, f. 1. 1920.
Etimologia
Harrisia: nom genèric que va ser anomenat en honor del botànic irlandès William Harris, qui va ser Superintendent de jardins públics i plantacions de Jamaica.
tortuosa epítet llatí que significa "retorçada".
Sinonímia
- Cereus tortuosus basiònim
- Eriocereus tortuosus
- Cereus arendtii
- Eriocereus arendtii[3]